# Самуеле Річчі
Самуеле Річчі (італ. Samuele Ricci; нар. 21 серпня 2001, Понтедера) — італійський футболіст, опорний півзахисник клубу «Мілан» і національної збірної Італії.

## Клубна кар'єра
Народився 21 серпня 2001 року в Понтедері. Вихованець футбольної школи клубу «Емполі». Дорослу футбольну кар'єру розпочав 2019 року в основній команді того ж клубу у другому італійському дивізіоні. Юний півзахисник швидко став важливою фігурою у тактичних побудовах «Емполі», вже у другому сезоні своєї дорослої кар'єри допомігши команді виграти змагання у Серії B і підвищитися в класі до елітного італійського дивізіону. Був визнаний найкращим гравцем Серії B 2021 року.
На рівні Серії A юний гравець продовжив залишатися лідером півзахисту «Емполі». У січні 2022 року перейшов до складу «Торіно» на умовах піврічної оренди з подальшим обов'язковим викупом за умови досягнення певних показників.

## Виступи за збірні
2017 року дебютував у складі юнацької збірної Італії (U-17), загалом на юнацькому рівні взяв участь у 30 іграх, відзначившись 4 забитими голами.
Вже з 2020 року залучався до складу молодіжної збірної Італії, де став основним гравцем середини поля.
Впевнена гра юнака зацікавала тренерський штаб національної збірної Італії, і 4 червня 2022 року 20-річний на той час гравець дебютував за головну збірну Італії, вийшовши на заміну у грі Ліги націй УЄФА проти Німеччини.

## Статистика виступів

### Статистика клубних виступів
Станом на 14 червня 2022
| Сезон             | Команда           | Чемпіонат         | Чемпіонат | Чемпіонат | Національний кубок | Національний кубок | Національний кубок | Континентальні кубки | Континентальні кубки | Континентальні кубки | Інші змагання | Інші змагання | Інші змагання | Усього | Усього |
| Сезон             | Команда           | Ліга              | Ігор      | Голів     | Ліга               | Ігор               | Голів              | Ліга                 | Ігор                 | Голів                | Ліга          | Ігор          | Голів         | Ігор   | Голів  |
| ----------------- | ----------------- | ----------------- | --------- | --------- | ------------------ | ------------------ | ------------------ | -------------------- | -------------------- | -------------------- | ------------- | ------------- | ------------- | ------ | ------ |
| 2019–20           | «Емполі»          | B                 | 28+1      | 0         | КІ                 | 1                  | 0                  |                      | -                    | -                    |               | -             | -             | 30     | 0      |
| 2020–21           | «Емполі»          | B                 | 34        | 2         | КІ                 | 3                  | 0                  |                      | -                    | -                    |               | -             | -             | 37     | 2      |
| 2021-січ. 2022    | «Емполі»          | A                 | 21        | 1         | КІ                 | 3                  | 0                  |                      | -                    | -                    |               | -             | -             | 24     | 1      |
| Усього за Empoli  | Усього за Empoli  | Усього за Empoli  | 84        | 3         |                    | 7                  | 0                  |                      | -                    | -                    |               | -             | -             | 91     | 3      |
| січ.-черв. 2022   | «Торіно»          | A                 | 12        | 0         | КІ                 | -                  | -                  |                      | -                    | -                    |               | -             | -             | 12     | 0      |
| Усього за кар'єру | Усього за кар'єру | Усього за кар'єру | 96        | 3         |                    | 7                  | 0                  |                      | -                    | -                    |               | -             | -             | 103    | 3      |

### Статистика виступів за збірну
Станом на 14 червня 2022
| Дата     | Місто   | Господарі | Результат | Гості     | Турнір                               | Голи | Примітки |
| -------- | ------- | --------- | --------- | --------- | ------------------------------------ | ---- | -------- |
| 4-6-2022 | Болонья | Італія    | 1 – 1     | Німеччина | Ліга націй УЄФА 2022-2023 - 1-й етап | -    | 86'      |
| Усього   |         | Матчів    | 1         |           | Голів                                | 0    |          |

| Дата       | Місто         | Господарі            | Результат  | Гості                | Турнір                             | Голи | Примітки |
| ---------- | ------------- | -------------------- | ---------- | -------------------- | ---------------------------------- | ---- | -------- |
| 13-10-2020 | Піза          | Італія               | 2 – 0      | Ірландія             | Кваліфікація молодіжного Євро-2021 | -    | 88'      |
| 15-11-2020 | Діфферданж    | Люксембург           | 0 – 4      | Італія               | Кваліфікація молодіжного Євро-2021 | -    | 46'      |
| 18-11-2020 | Піза          | Італія               | 4 – 1      | Швеція               | Кваліфікація молодіжного Євро-2021 | -    |          |
| 31-5-2021  | Любляна       | Португалія           | 5 – 3 д.ч. | Італія               | Молодіжне Євро-2021 - чвертьфінал  | -    | 91'      |
| 3-9-2021   | Емполі        | Італія               | 3 – 0      | Люксембург           | Кваліфікація молодіжного Євро-2023 | -    |          |
| 7-9-2021   | Віченца       | Італія               | 1 – 0      | Чорногорія           | Кваліфікація молодіжного Євро-2023 | -    |          |
| 8-10-2021  | Зениця        | Боснія і Герцеговина | 1 – 2      | Італія               | Кваліфікація молодіжного Євро-2023 | -    | 85'      |
| 12-11-2021 | Дублін        | Ірландія             | 0 – 2      | Італія               | Кваліфікація молодіжного Євро-2023 | -    |          |
| 16-11-2021 | Фрозіноне     | Італія               | 4 – 2      | Румунія              | Товариський матч                   | -    | кап. 62' |
| 25-3-2022  | Подгориця     | Чорногорія           | 1 – 1      | Італія               | Кваліфікація молодіжного Євро-2023 | 1    | 63'      |
| 29-3-2022  | Трієст        | Італія               | 1 – 0      | Боснія і Герцеговина | Кваліфікація молодіжного Євро-2023 | -    | 67'      |
| 9-6-2022   | Гельсінгборг  | Швеція               | 1 – 1      | Італія               | Кваліфікація молодіжного Євро-2023 | -    | кап.     |
| 14-6-2022  | Асколі-Пічено | Італія               | 4 – 1      | Ірландія             | Кваліфікація молодіжного Євро-2023 | -    | кап.     |
| Усього     |               | Матчів               | 13         |                      | Голів                              | 1    |          |

## Титули і досягнення
Найкращий гравець року в Серії B: 2021